# کلیسای گریگور لوساووریچ مقدس (اصفهان)
کلیسای گریگور لوساوُریچ مقدس (به ارمنی: Սուրբ Գրիգոր Լուսավորիչ եկեղեցի) مربوط به دوره صفوی است و در اصفهان، محله نو جلفا، خیابان خاقانی، کوچه میدان کوچک واقع شده و در سال ۱۶۳۳ میلادی ساخته شده‌است. این اثر در تاریخ ۱۷ اسفند ۱۳۸۱ با شمارهٔ ثبت ۷۶۴۸ به‌عنوان یکی از آثار ملی ایران به ثبت رسیده‌است.

## معماری کلیسا
پلان کلیسا مستطیل شکل در جهت شرقی-غربی و با ابعاد ۱۷ * ۵/۷ متر است. سقف و گنبد کلیسا با قوس‌هایی بر ستون‌های پهن متصل به دیوارهای شمالی و جنوبی بنا تکیه کرده و در بالای قسمت میانی بنا گنبد اصلی کلیسا با هشت نورگیر قرار گرفته‌است.
مصالح به کار رفته در ساختمان عبارت‌اند از خشت و آجر. دیوارهای داخلی بنا با گچ پوشانده شده‌اند. این دیوارها قبلاً دارای نقاشی بودند اما در مرمت‌های بعدی نقاشی‌ها از بین رفته و تنها تعداد کمی از آن‌ها بر جای مانده‌اند. در مجاورت کلیسا نمازخانه‌ای کوچکی قرار دارد که در سال ۱۷۱۴ میلادی بنا شده‌است.

## عکس
- عکس از فضای داخلی کلیسا